# Burg Wittmund
Die Burg in Wittmund war eine spätmittelalterliche Burg und späteres Schloss der ostfriesischen Häuptlinge von Wittmund im Nordwesten von Niedersachsen.

## Geschichte
Der ostfriesische Häuptling Sibet Attena eroberte und zerstörte 1457 die Wehrkirche und Burg der Kankena, womit Wittmund für diese Familie verloren war. 1461 errichtete er seine eigene Burg in Wittmund und nannte sich Häuptling zu Esens, Stedesdorf und Wittmund. Von 1522 bis zu seinem Tod 1540 war dessen Enkel Balthasar Häuptling der ostfriesischen Herrlichkeiten Esens, Wittmund und Stedesdorf. Er nahm seine Residenz aber in Esens. Am 22. Juli 1537 schlug ein Blitz in den Hauptturm ein, worauf die Anlage abbrannte. Bis 1555 muss das Schloss aber wieder aufgebaut gewesen sein. Da Balthasar kinderlos war, ging das Harlingerland über seine Schwester an Graf Johann II. von Rietberg. Im Berumer Vergleich ging das Harlingerland samt Stadt und Burg Wittmund an die Grafschaft Ostfriesland, die 1744 an Preußen fiel. 1764 ließ Friedrich der Große das Wittmunder Schloss samt Befestigung schleifen, nur der innere Wall blieb größtenteils erhalten.

## Beschreibung
Das Schlossgelände umfasst ein rechteckiges Areal von etwa 89 × 85 Meter Ausdehnung. Von der Anlage ist außer im Norden noch der etwa 25 Meter breite und sieben Meter hohe Innenwall vorhanden. Das vierflügelige Schlossgebäude stand im Inneren in einem Hausteich. An seiner Nordostecke war ein runder Turm von rund neun Metern Durchmesser integriert. Eine Zugbrücke führte von Norden über den äußeren Graben auf den äußeren Burgwall, von dort führte eine zweite Brücke über den sehr breiten Festungsgraben zu dem von vier Bastionen flankierten Innenwall. Der Wassergraben ist im Süden und Südosten als Ententeich in eine Grünanlage integriert worden, ansonsten ist er verfüllt.